# Kōki Yonekura
Kōki Yonekura (米倉 恒貴 Yonekura Kōki?,  Chiba, Chiba, 17 de mayo de 1988) es un futbolista japonés. Juega de centrocampista o defensa y su equipo es el JEF United Chiba de la J2 League de Japón.

## Trayectoria
| Club                        | País  | Año           |
| --------------------------- | ----- | ------------- |
| JEF United Chiba            | Japón | 2007-2013     |
| JEF Reserves (préstamo)     | Japón | 2007          |
| Gamba Osaka                 | Japón | 2014-2019     |
| JEF United Chiba (préstamo) | Japón | 2019          |
| JEF United Chiba            | Japón | 2020-presente |

## Palmarés

### Títulos nacionales
| Título             | Club        | País  | Año  |
| ------------------ | ----------- | ----- | ---- |
| Copa J. League     | Gamba Osaka | Japón | 2014 |
| J1 League          | Gamba Osaka | Japón | 2014 |
| Copa del Emperador | Gamba Osaka | Japón | 2014 |
| Supercopa de Japón | Gamba Osaka | Japón | 2015 |
| Copa del Emperador | Gamba Osaka | Japón | 2015 |

### Distinciones individuales
| Distinción                                  | Año  |
| ------------------------------------------- | ---- |
| Jugador Excepcional del Año de la J. League | 2014 |
| Jugador Excepcional del Año de la J. League | 2015 |